# Idioma protomayense
El protomayense, también llamado a veces protomaya, es el hipotético idioma ancestral común de las treinta lenguas mayenses vivas, así como del idioma maya clásico documentado en las inscripciones mayas. Si bien ha habido cierta controversia con la clasificación interna de las lenguas mayenses, hay un acuerdo general de que los siguientes son los cinco subgrupos principales de la familia: huasteco, yucateco, chol-tseltal, kanjobal-chuj y quiché- mam.

## Localización temporal y espacial
Kaufman (1976) propone que el Urheimat del protomayense, es decir, la patria originaria, está localizada en torno a la Sierra de los Cuchumatanes (Guatemala), cerca de Soloma, en Huehuetenango, y calcula que los primeros hablantes de protomayense se remontarían hasta c. 2200 a. C. Estas conclusiones se alcanzan tras analizar el vocabulario protomayense, que refleja una alta especialización agrícola, con el maíz como cultivo principal.

## Descripción lingüística

### Fonología
Para el protomayense se han reconstrido (Campbell y Kaufman 1985) los siguientes sonidos: cinco timbres vocálicos: a, e, i, o y u, cada uno de los cuales puede darse como vocal corta o larga:  aa, ee, ii, oo y uu. El inventario consonántico reconstruido por los mismos autores es el siguiente:
| Tipo de sonido | Bilabial | Bilabial       | Alveolar    | Alveolar    | Palatal  | Palatal   | Velar  | Velar   | Uvular | Uvular  | Glotal |       |
| Tipo de sonido | simple   | eyect.         | simple      | eyect.      | simple   | eyect.    | simple | eyect.  | simple | eyect.  | simple |       |
| -------------- | -------- | -------------- | ----------- | ----------- | -------- | --------- | ------ | ------- | ------ | ------- | ------ | ----- |
| Oclusivas      | p [p]    | bʼ/pʼ [ɓ]/[pʼ] | t [t]       | tʼ [tʼ]     | ty [tʲ]  | tyʼ [tʲʼ] | k [k]  | kʼ [kʼ] | q [q]  | qʼ [qʼ] | ʼ [ʔ]  |       |
| Africadas      |          |                | ts [tsʰ]    | tsʼ [tsʼ]   | ch [tʃʰ] | chʼ [tʃʼ] |        |         |        |         |        |       |
| Fricativas     |          |                | s [s]       | s [s]       | x [ʃ]    | x [ʃ]     |        |         | j [χ]  | j [χ]   | h [h]  | h [h] |
| Nasales        | m [m]    | m [m]          | n [n]       | n [n]       |          |           | nh [ŋ] | nh [ŋ]  |        |         |        |       |
| Líquidas       |          |                | l [l] r [r] | l [l] r [r] |          |           |        |         |        |         |        |       |
| Aproximantes   |          |                |             |             | y [j]    | y [j]     | w [w]  | w [w]   |        |         |        |       |

### Leyes fonéticas
El siguiente conjunto de cambios de sonido del protomayense a las lenguas modernas se utiliza como base de la clasificación de las lenguas mayas. Cada cambio de sonido puede ser compartido por varios idiomas; Un fondo gris indica que no hay cambios.
| Huasteco             | Yucateco             | Chol–Tseltal              | Chol–Tseltal              | Qʼanjobʼal–Chuj    | Qʼanjobʼal–Chuj    | Kʼiché–Mam           | Kʼiché–Mam           | Kʼiché–Mam           | Kʼiché–Mam           |
| -------------------- | -------------------- | ------------------------- | ------------------------- | ------------------ | ------------------ | -------------------- | -------------------- | -------------------- | -------------------- |
| Huasteco             | Yucateco             | Chʼol                     | Tseltal                   | Qʼanjobʼal         | Chuj               | Kʼiché               | Kʼiché               | Mam                  | Mam                  |
| Huasteco             | Yucateco             | Chʼol                     | Tseltal                   | Qʼanjobʼal         | Chuj               | Kʼicheʼ nuclear      | Kaqchikel- Tzʼutujil | Mam                  | Ixil                 |
| *w > b               |                      |                           |                           |                    |                    |                      |                      |                      |                      |
| *h > w/_o,u          |                      |                           |                           |                    |                    |                      |                      |                      |                      |
| *q > k, *qʼ > kʼ     |                      |                           |                           |                    |                    |                      |                      |                      |                      |
| *ŋ > h               | *ŋ > n               | *ŋ > n                    | *ŋ > n                    | *ŋ > n             | *ŋ > n             | *ŋ > x               | *ŋ > x               | *ŋ > x               | *ŋ > x               |
| *ty > tʃ, *tyʼ > tʃʼ | *ty > tʃ, *tyʼ > tʃʼ | *ty > ty/t, *tyʼ > tyʼ/tʼ | *ty > ty/t, *tyʼ > tyʼ/tʼ | *ty > t, *tyʼ > tʼ | *ty > t, *tyʼ > tʼ | *ty > tʃ, *tyʼ > tʃʼ | *ty > tʃ, *tyʼ > tʃʼ | *ty > tz, *tyʼ > tzʼ | *ty > tz, *tyʼ > tzʼ |
|                      |                      | *e: > i, *o: > u          |                           |                    |                    |                      |                      |                      |                      |
|                      | *a: > ɨ              |                           |                           |                    |                    |                      |                      |                      |                      |
|                      | *-t > -tʃ            |                           |                           |                    |                    |                      |                      | *t > tʃ              | *t > tʃ              |
|                      |                      | *-h > -j                  |                           |                    |                    |                      | *-h > -j             |                      |                      |
|                      |                      |                           |                           |                    |                    | CVʔVC > CVʔC         |                      |                      |                      |
|                      |                      |                           |                           |                    |                    |                      |                      | *r > t               |                      |
|                      |                      |                           |                           |                    |                    |                      |                      | *r > j               |                      |
|                      |                      |                           |                           |                    |                    |                      |                      | *tʃ > tʂ             |                      |
|                      |                      |                           |                           |                    |                    |                      | *-ɓ > -ʔ/VCV_#       |                      |                      |

### Desarrollos
Las oclusivas palatalizadas [tjʼ] y [tj] no fueron llevadas a ninguna de las familias modernas. [cita requerida] En cambio, se reflejan de manera diferente en diferentes ramas, lo que permite una reconstrucción de estos fonemas como oclusivas palatalizadas. En la rama occidental (Chujean–Qʼanjobʼalan y Cholan) se reflejan como [ t] y [ tʼ]. En Mamean se reflejan como [ ts] y [ tsʼ] y en Yukatek y Kʼichean como [ tʃh] y [ tʃʼ].
| Proto-Mayense | Qʼanjobʼal | Mam   | Kʼicheʼ | GLOSA     |
| ------------- | ---------- | ----- | ------- | --------- |
| *tʲeːʔ        | teʔ        | tseʔ  | tʃeːʔ   | 'árbol'   |
| *tʲaʔŋ        | tan        | tsaʔχ | tʃaːχ   | 'cenizas' |

La consonante líquida del proto-mayense [r] se refleja como [j] en las lenguas occidentales (chuj-qʼanjobʼal y chol), huasteco y yukateco, pero se refleja como [ tʃʰ] en mam y [r] en kʼiché y poqom.
| proto-mayense | yucateco | ixil  | kʼicheʼ | GLOSA   |
| ------------- | -------- | ----- | ------- | ------- |
| *raʔʃ         | jaʔʃ     | tʃaʔʃ | raʃ     | 'verde' |
| *kar          | kaj      | tʃaj  | kar     | 'pez'   |

La nasal velar proto-mayense *[ŋ] se refleja como [x] en las ramas orientales (kʼiché–Mam), como [n] en qʼanjobʼalan, chol y yukateco, y sólo conservado como [ŋ] en chuj y poptí. En huasteco *[ŋ] se refleja como [h].
| Proto-mayense | Qʼanjobʼal | Ixil | Poptiʼ | GLOSA  |
| ------------- | ---------- | ---- | ------ | ------ |
| *ŋeːh         | ne         | xeh  | ŋeh    | 'cola' |

Los cambios de la fricativa glotal proto-mayense [h] son muchos y tiene diferentes reflejos según la posición. En algunas posiciones aumenta la longitud de la vocal precedente en lenguas que conservan una distinción de longitud. En otros idiomas se encuentran los resultados [w], [j], [ʔ], [x] o desaparece completamente su reflejo.
Sólo en kʼiché-mam y en algunas lenguas qʼanjobʼalan se han conservado las oclusivas uvulares proto-mayenses [q] y [qʼ], mientras que todas las demás ramas estossonidos mutaron a [k] y [kʼ] respectivamente.
En el grupo mam se produjo un cambio de cadena cambiando *[r] en [t], *[t] en [tʃ], *[tʃ] en [tʂ] y *[ʃ] en [ʂ]. Estas africadas y fricativas retroflejas más tarde se difundieron al grupo qʼanjobʼalan.
En palabras polisilábicas del kaqchikel y el tzʼutujil las consonantes finales *[w] y *[ɓ] mutaron a [j] y *[ʔ] respectivamente. El huasteco es la única lengua que ha cambiado el proto-mayense *[w] a [b]. El huasteco también es la única lengua maya que tiene un fonema velar labializado fonémico [kʷ], pero se sabe que esto es un desarrollo poscolonial. Comparando los documentos coloniales en huasteco con el moderno huasteco se puede apreciar que originalmente eran grupos de [k] y una vocal redondeada seguida de una aproximante. Por ejemplo, la palabra para "buitre" que en huasteco moderno se pronuncia [kʷiːʃ] se escribía <''cuyx''> en huasteco colonial y se pronunciaba [kuwiːʃ].
Todas las lenguas yucatecas han cambiado los sonidos proto-mayenses *[t] a [tʃ] en posición final de palabra.
Varios idiomas, particularmente el chol y el yucateco, han cambiado la vocal corta [ a] a [ ɨ].
Todas las lenguas cholanas han cambiado las vocales proto-mayenses largas [eː] y [oː] a [i] y [u] respectivamente.
La distinción de cantidad vocálica se ha perdido en casi todo el grupo qʼanjobʼal-chuj (excepto mochoʼ y akateko), y también en kaqchikel y el grupo chol. Algunos idiomas han reducido la distinción de cantidad vocálica a una distinción laxa/tensa que luego se perdió para la mayoría de las vocales, sin embargo, el kaqchikel conserva una vocal laxa centralizada como reflejo de la vocal proto-mayense [*a]. Dos idiomas, el maya yucateco y el uspanteco y un dialecto del tsotsil han introducido una distinción de tono en las vocales, distinguiendo entre tonos altos y bajos como reflejos de la longitud vocálica anterior y [h] y [ʔ].